# Tanger-Tetuan-Al-Husajma
Tanger-Tetuan-Al-Husajma (arab. ‏طنجة-تطوان-الحسيمة‎, Ṭanǧa-Tiṭwan-Al-Ḥusayma; fr. Tanger-Tétouan-Al Hoceima) – region administracyjny w Maroku, w północnej części kraju. W 2024 roku liczył ok. 4 mln mieszkańców. Siedzibą regionu jest Tanger.
Dzieli się na dwie prefektury i sześć prowincji:
- prefektura Al-Madik-Al-Funajdik
- prefektura Tanger-Asila
- prowincja Al-Ara’isz
- prowincja Al-Husajma
- prowincja Fahs-Andżira
- prowincja Szafszawan
- prowincja Tetuan
- prowincja Wazzan